# Raul Cristian
Raul Cristian (ur. 18 października 1973 w Satu Mare) – rumuński aktor, reżyser i producent filmów pornograficznych.

## Kariera

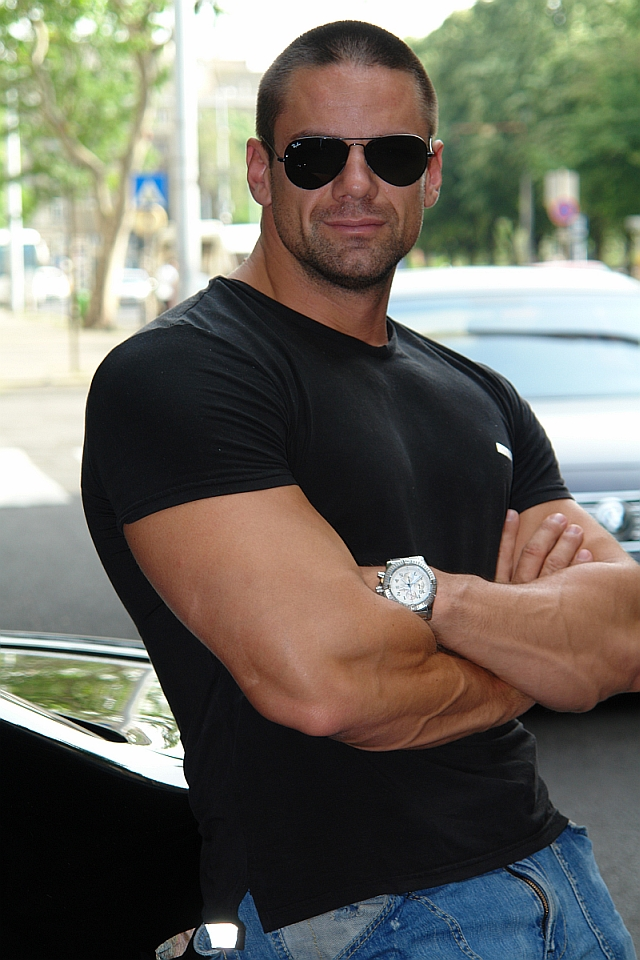
Raul Cristian

W latach 1988–1992 studiował elektromechanikę w instytucie im. Ioana Slavicia. Wszedł do biznesu porno w wieku dwudziestu lat w Budapeszcie, jako wykonawca wystąpił w ponad 50. filmach europejskich lub amerykańskich.
W 2000 podpisał kontrakt z europejską agencję talentów porno Floyd-Agency, początkowo były to realizacje publikowane w internecie. Potem na DVD Cruel Media. Zrealizował kilkanaście tytułów dla amerykańskiej wytwórni Anabolic Video i Diabolic. W 2007 strony internetowe autorstwa Cristiana przykuły uwagę Johna Stagliano, właściciela Evil Angel Productions, który wspólnie z Jules Jordan Video podpisał umowę z Cruel Media na dystrybucję filmów pod pseudonimem Chris Rolie w Stanach Zjednoczonych przez Evil Angel Productions. W 2002 zaangażował do swych produkcji porno rodaka Mugura i wraz ze swoją żoną Clarą Valerią Gherghel był świadkiem na jego ślubie. 
W 2007 Evil Angel wydał cztery serie Cruel Media: Ass Traffic, Prime Cups, Sperm Swap i Tamed Teens, a w lutym 2008 ukazały się cztery części My Evil Sluts Clara G. Jules Jordan Video wydał także kolejne produkcje All Internal – Give Me Pink i Cum for Cover.
W styczniu 2008 w Las Vegas za film All Internal #5 otrzymał AVN Awards w kategorii najlepsza intymna realizacja.
W 2011 Cristian odnowił witrynę LiveGonzo.com z udziałem m.in. Erika Everharda i Alexis Texas.

## Życie prywatne
W 2013 związał się z węgierską fotomodelką „Penthouse” (maj 2011), „Playboya” (2012), „Cybergirl Playboy” (lipiec 2013) – Aminą Malakoną (ur. 31 marca 1986 w Budapeszcie), która swoje dolegliwości kręgosłupa leczyła u wyszkolonego kręgarza Franco Columbu, byłego mistrza kulturystyki, przyjaciela Arnolda Schwarzeneggera. W 2014 okazało się, że Malakona cierpi na nowotwór złośliwy kości. Zmarła 13 listopada 2017.
12 czerwca 2016 w Agoura Hills Cristian został aresztowany za pobicie żony.

## Nagrody i nominacje
| Rok  | Nagroda        | Kategoria                                      | Film                         | Wykonawcy                                                               | Rezultat  |
| ---- | -------------- | ---------------------------------------------- | ---------------------------- | ----------------------------------------------------------------------- | --------- |
| 2008 | AVN Award      | Najlepsza realizacja krajowa                   | All Internal 5 (2007)        | –                                                                       | Wygrana   |
| 2008 | Erotixxx Award | Najlepsza etykieta zagranicznego nowicjusza    | –                            | –                                                                       | Wygrana   |
| 2009 | AVN Award      | Najlepsza zagraniczna seria pełna seksu        | Ass Traffic 1 (2006)         | –                                                                       | Wygrana   |
| 2009 | AVN Award      | Najlepsza scena seksu w zagranicznej produkcji | Ass Traffic 3 (2007)         | Bonny Bon, Frank Gun, Anthony Hardwood, Mugur, Nick Lang i Lauro Giotto | Wygrana   |
| 2009 | AVN Award      | Najlepsza realizacja krajowa                   | All Internal 7 (2008)        | –                                                                       | Wygrana   |
| 2009 | Hot d’Or       | Najlepszy europejski reżyser gonzo             | Cum For Cover                | –                                                                       | Wygrana   |
| 2009 | Venus Award    | Najlepszy etykieta-gonzo                       | –                            | –                                                                       | Wygrana   |
| 2010 | AVN Award      | Najlepszy reżyser zagraniczny                  | Ass Traffic 6 (2008)         | –                                                                       | Wygrana   |
| 2010 | AVN Award      | Najlepszy reżyser zagranicznej produkcji       | Tamed Teens 5 (2008)         | –                                                                       | Nominacja |
| 2010 | AVN Award      | Najlepsza realizacja krajowa                   | All Internal 9 (2008)        | –                                                                       | Wygrana   |
| 2010 | AVN Award      | Najlepszy reżyser zagraniczny                  | All Internal 9 (2008)        | –                                                                       | Wygrana   |
| 2010 | Venus Award    | Najlepsza etykieta-gonzo                       | –                            | –                                                                       | Wygrana   |
| 2011 | AVN Award      | Najlepsza realizacja krajowa                   | All Internal Series          | –                                                                       | Wygrana   |
| 2011 | AVN Award      | Najlepsza realizacja krajowa                   | All Internal 12 (2010)       | –                                                                       | Wygrana   |
| 2012 | AVN Award      | Najlepsza realizacja zagraniczna               | Tamed Teens 9 (2010)         | –                                                                       | Nominacja |
| 2012 | AVN Award      | Najlepsza scena seksu w zagranicznej produkcji | Tamed Teens 9 (2010)         | Izabella, Frank Gun, Lauro Giotto i Nick Lang                           | Nominacja |
| 2012 | AVN Award      | Najlepsza realizacja krajowa                   | All Internal 14 (2010)       | –                                                                       | Nominacja |
| 2013 | Galaxy Awards  | Najlepsza strona internetowa                   | –                            | –                                                                       | Nominacja |
| 2013 | XBIZ Award     | Najlepszy zagraniczny reżyser roku             | U.S. Sluts 3 (2012)          | –                                                                       | Nominacja |
| 2013 | AVN Award      | Najlepsza realizacja krajowa                   | All Internal 18 (2012)       | –                                                                       | Nominacja |
| 2013 | Venus Award    | Najlepsza etykieta gonzo                       | –                            | –                                                                       | Wygrana   |
| 2014 | AVN Award      | Najlepsza zagraniczna realizacja niefabularna  | SpermSwap In Europe 5 (2013) | –                                                                       | Nominacja |
| 2014 | XBiz Awards    | Europejska realizacja niefabularna roku        | SpermSwap In Europe 5 (2013) | –                                                                       | Nominacja |